# Lepidagathis brevis
Lepidagathis brevis är en akantusväxtart som beskrevs av Raymond Benoist. Lepidagathis brevis ingår i släktet Lepidagathis och familjen akantusväxter. Inga underarter finns listade i Catalogue of Life.